# Ouette (rivier)
De Ouette is een 35 km lange rivier in Frankrijk. Het is een zijrivier van de Mayenne en behoort zo tot het stroomgebied van de Loire. De bron is in La Chapelle-Rainsouin. De rivier stroomt door de departementen Mayenne en Maine-et-Loire.
De rivier vloeit samen met de Mayenne ten noorden van de stad Entrammes.